# Vermögenshaushalt
Der Vermögenshaushalt ist im öffentlichen Haushaltswesen ein auf Kameralistik (eine Form der Buchführung) beruhender Teil des von Bund, Ländern und Gemeinden aufzustellenden Haushaltsplanes und beinhaltet die durch Vermögen oder Schulden ausgelösten Einnahmen und Ausgaben der jeweiligen Gebietskörperschaft. Davon zu unterscheiden ist der Verwaltungshaushalt.

## Allgemeines
Die Kameralistik ist dadurch gekennzeichnet, dass Rechnungswesen und Buchführung auf den Stromgrößen Einnahmen (Staatseinnahmen) und Ausgaben (Staatsausgaben) beruhen. Sie sind die grundlegenden Steuerungsgrößen in kameralistischen öffentlichen Haushalten. Selbst der Vermögenshaushalt erfasst lediglich Einnahmen und Ausgaben (aus Vermögenspositionen) und enthält – anders als eine Bilanz – keine Bestandsgrößen wie Vermögen, Eigenkapital und Schulden.
Dies ist nicht deutschlandtypisch, sondern eine derartige kameralistisch orientierte Haushaltsführung gibt es insbesondere in Belgien, den Niederlanden (niederländisch administratieve begroting, vermogensbegroting), Frankreich (französisch compte administratif, compte investtif), Portugal (portugiesisch orçamento de riqueza, orçamento adminstrativo) oder der Europäischen Union.

## Positionen des Vermögenshaushalts
Der Vermögenshaushalt enthält alle vermögenswirksamen Einnahmen oder Ausgaben der Gemeinde, also alle Finanzvorfälle, die sich vermögenserhöhend oder vermögensmindernd auswirken und deshalb nicht dem Verwaltungshaushalt zuzuordnen sind (§ 1 Abs. 1 GemHVO). Hierunter fallen etwa die Ausgaben für den Straßenbau oder den Erwerb von Grundstücken oder Einnahmen aus dem Verkauf von städtischen Grundstücken. Auch die zweckgebundenen Finanzzuweisungen für Investitionen, die eine Gemeinde durch Bund oder Bundesland erhält, werden dem Vermögenshaushalt zugeführt und stehen nicht zur Finanzierung anderer Ausgaben zur Verfügung (Einzeldeckung). Die zweckgebundenen Einnahmen werden aus der – allgemein geltenden – Gesamtdeckung herausgelöst und stehen nicht mehr zur Finanzierung aller Ausgaben, sondern nur noch als Deckungsmittel für bestimmte Ausgaben zur Verfügung.
Vermögens- und Verwaltungshaushalt setzen sich insbesondere aus folgenden Haushaltspositionen zusammen:
| Einnahmen / Ausgaben | Vermögenshaushalt | Verwaltungshaushalt |
| -------------------- | --- | --- |
| Einnahmen            | Zuführung vom Verwaltungshaushalt Einnahmen aus der Veränderung des Anlagevermögens Zuweisungen und Zuschüsse für Investitionen Entnahmen aus den Rücklagen Kreditaufnahme | Steuereinnahmen aus Grundsteuer, Gewerbesteuer, sonstigen Gemeindesteuern und Gemeinschaftssteuern Gebühreneinnahmen Konzessionseinnahmen Schlüsselzuweisungen Miet- und Pachteinnahmen Erstattung von Verwaltungskosten Zuführung vom Vermögenshaushalt   |
| Ausgaben             | Tilgungen von Krediten Ausgaben für die Veränderung des Anlagevermögens Zuführung zu Rücklagen Zuführung an den Verwaltungshaushalt                                        | Personalkosten Raumkosten sonstiger Sachaufwand Transferleistungen (Sozial- und Jugendhilfe) Kreisumlage Investitionsausgaben für vermögenswirksame Betriebs- und Geschäftsausstattung Zinsaufwand Kosten für Büromaterial Zuführung zum Vermögenshaushalt |

Diese klassische Aufteilung besteht in Deutschland seit der Novellierung des kommunalen Haushaltsrechts im Januar 1975. Inzwischen sind Jahresabschlüsse nach dem Handelsgesetzbuch aufzustellen (vgl. § 38 KomHVO NRW), doch parallel dazu ist die Kameralistik noch anerkannt: Nach § 75 Abs. 2 GemO NRW ist ein Haushalt ausgeglichen, wenn der Gesamtbetrag der Erträge die Höhe des Gesamtbetrages der Aufwendungen erreicht oder übersteigt. Eine kommunale Überschuldung liegt vor, wenn nach der Bilanz das Eigenkapital aufgebraucht ist (§ 75 Abs. 7 GemO NRW).
Der Verwaltungshaushalt betrifft Einnahmen/Ausgaben, die sich aus dem öffentlichen Auftrag der Daseinsvorsorge ergeben. Der Vermögenshaushalt erfasst alle durch das Gemeindevermögen ausgelösten Einnahmen und Ausgaben.

## Gesamtdeckungsprinzip
Der Grundsatz der Gesamtdeckung (das Gesamtdeckungsprinzip) stellt einen bedeutenden Grundsatz für die Haushaltswirtschaft dar. Das Gesamtdeckungsprinzip ist in § 16 GemHVO normiert. Danach dienen die Einnahmen des Vermögenshaushalts insgesamt zur Deckung der Ausgaben des Vermögenshaushalts. Nicht benötigte Einnahmen des Verwaltungshaushalts sind dem Vermögenshaushalt zuzuführen (§ 22 Abs. 1 GemHVO); der Zuführungsbetrag muss aber mindestens so hoch sein, dass damit die Kreditbeschaffungskosten und die ordentliche Tilgung von Krediten gedeckt werden können (Pflichtzuführung; § 21 GemHVO). Die Einnahmen des Vermögenshaushalts müssen also seine Ausgaben decken; Kreditaufnahme zur Deckung ist als subsidiärer Ausnahmetatbestand geregelt und strengen gesetzlichen Begrenzungen unterworfen (§ 77 Abs. 3 GemO NRW).
Ein Abweichen vom Gesamtdeckungsprinzip ist unter den strengen Voraussetzungen des § 17 GemHVO aber möglich, wobei die ein- oder gegenseitige Deckungsfähigkeit durch Zweckbindungsvermerk hergestellt werden muss (gekorene Deckungsfähigkeit). Zweckbindungen sind nur statthaft, wenn sie durch Gesetz vorgeschrieben sind oder sich aus der Herkunft oder der Natur der Einnahme ergeben (§ 17 Abs. 1 GemHVO). Derartige Zweckbindungen – u. a. für staatliche Zweckzuweisungen – sind durch Haushaltsvermerk kenntlich zu machen.

## Neues Steuerungsmodell
Das Neue Steuerungsmodell begann in Deutschland im Jahre 2003 mit der Einführung des Neuen kommunalen Finanzmanagements, dessen Ziel die Einführung der Doppik in den Kommunen ist. Der Bundeshaushalt wird weiterhin kameralistisch aufgestellt (§ 81 BHO). Auch in anderen Staaten ist die Umstellung durchgeführt (Österreich, Schweiz) oder in Planung, wobei die Doppik oft parallel zur weiterhin durchgeführten Kameralistik vorgenommen wird. Im Jahre 2020 wurde in Österreich das öffentliche Haushaltswesen neu gestaltet. Der Haushalt besteht seither aus einem Ergebnis-, Finanzierungs- und Vermögenshaushalt. Kern der Umstellung ist die erstmalige Erfassung sämtlicher Vermögenswerte, wie zum Beispiel Grundstücke und Gebäude. Die Eröffnungsbilanz bietet einen transparenten Gesamtüberblick über die Vermögenssituation.